# Allan Cup
Allan Cup – trofeum przyznawane za zwycięstwo w amatorskich rozgrywkach hokeja na lodzie Kanadyjskiej Hokejowej Ligi. Zostało ufundowane w 1908 roku przez podpułkownika Sir H. Montagu Allana jako trofeum dla amatorskich zespołów, zastępując Puchar Stanleya – który stał się trofeum przyznawanym w lidze zawodowej.
Od 1984 roku o trofeum rywalizują zespoły w półprofesjonalnych rozgrywkach – w tzw. kategorii Senior AAA. Pomimo że z biegiem czasu zainteresowanie tymi rozgrywkami spadło puchar ten utrzymuje ważne miejsce w kanadyjskim hokeju. Obecnie o trofeum rywalizuje się w dorocznym turnieju, który odbywa się na terenie jednego ze zwycięzców rozgrywek danej prowincji. Zdobywca otrzymuje replikę trofeum. Oryginał jest przechowywany w Sali Sławy Hokeja w Toronto.
W historii rozgrywek do tej pory triumfowały zespoły z każdej prowincji Kanady oraz terytorium Jukon, jak również przez dwa zespoły ze Stanów Zjednoczonych – Warroad Lakers i Spokane Jets (od 1974 roku jako Spokane Flyers), które występowały w kanadyjskich rozgrywkach. Najczęściej w rozgrywkach – 9-krotnie zwyciężały drużyny Port Arthur Bearcats i Thunder Bay Twins.
Partnerem telewizyjnym rozgrywek jest kanadyjska stacja TSN.

## Lista zwycięzców
| Sezon   | Drużyna                          |
| ------- | -------------------------------- |
| 1908    | Ottawa Cliffsides                |
| 1908–09 | Kingston Queen's University      |
| 1909–10 | Toronto St. Michael's Sr. Majors |
| 1910–11 | Winnipeg Victorias               |
| 1911–12 | Winnipeg Victorias               |
| 1912–13 | Winnipeg Hockey Club             |
| 1913–14 | Regina Victorias                 |
| 1914–15 | Winnipeg Monarchs                |
| 1915–16 | Winnipeg 61st Battalion          |
| 1916–17 | Toronto Dentals                  |
| 1917–18 | Kitchener Hockey Club            |
| 1918–19 | Hamilton Tigers                  |
| 1919–20 | Winnipeg Falcons                 |
| 1920–21 | University of Toronto            |
| 1921–22 | Toronto Granites                 |
| 1922–23 | Toronto Granites                 |
| 1923–24 | Sault Ste. Marie Greyhounds      |
| 1924–25 | Port Arthur Bearcats             |
| 1925–26 | Port Arthur Bearcats             |
| 1926–27 | Toronto Varsity Grads            |
| 1927–28 | University of Manitoba           |
| 1928–29 | Port Arthur Bearcats             |
| 1929–30 | Montreal AAA                     |
| 1930–31 | Winnipeg Hockey Club             |
| 1931–32 | Toronto National Sea Fleas       |
| 1932–33 | Moncton Hawks                    |
| 1933–34 | Moncton Hawks                    |
| 1934–35 | Halifax Wolverines               |
| 1935–36 | Kimberley Dynamiters             |
| 1936–37 | Sudbury Tigers                   |
| 1937–38 | Trail Smoke Eaters               |
| 1938–39 | Port Arthur Bearcats             |
| 1939–40 | Kirkland Lake Blue Devils        |
| 1940–41 | Regina Rangers                   |
| 1941–42 | Ottawa RCAF                      |
| 1942–43 | Ottawa Commandos                 |
| 1943–44 | Quebec Aces                      |
| 1944–45 | nie rozegrano                    |
| 1945–46 | Calgary Stampeders               |
| 1946–47 | Montreal Royals                  |
| 1947–48 | Edmonton Flyers                  |
| 1948–49 | Ottawa Senators                  |
| 1949–50 | Toronto Sr. Marlboros            |
| 1950–51 | Owen Sound Mercurys              |
| 1951–52 | Fort Frances Canadians           |
| 1952–53 | Kitchener-Waterloo Dutchmen      |
| 1953–54 | Penticton V’s                    |
| 1954–55 | Kitchener-Waterloo Dutchmen      |
| 1955–56 | Vernon Canadians                 |
| 1956–57 | Whitby Dunlops                   |
| 1957–58 | Belleville McFarlands            |
| 1958–59 | Whitby Dunlops                   |
| 1959–60 | Chatham Maroons                  |
| 1960–61 | Galt Terriers                    |
| 1961–62 | Trail Smoke Eaters               |
| 1962–63 | Windsor Bulldogs                 |
| 1963–64 | Winnipeg Maroons                 |
| 1964–65 | Sherbrooke Beavers               |
| 1965–66 | Drumheller Miners                |
| 1966–67 | Drummondville Eagles             |
| 1967–68 | Victoriaville Tigers             |
| 1968–69 | Galt Hornets                     |
| 1969–70 | Spokane Jets                     |
| 1970–71 | Galt Hornets                     |
| 1971–72 | Spokane Jets                     |
| 1972–73 | Orillia Terriers                 |
| 1973–74 | Barrie Flyers                    |
| 1974–75 | Thunder Bay Twins                |
| 1975–76 | Spokane Flyers                   |
| 1976–77 | Brantford Alexanders             |
| 1977–78 | Kimberley Dynamiters             |
| 1978–79 | Petrolia Squires                 |
| 1979–80 | Spokane Flyers                   |
| 1980–81 | Petrolia Squires                 |
| 1981–82 | Cranbrook Royals                 |
| 1982–83 | Cambridge Hornets                |
| 1983–84 | Thunder Bay Twins                |
| 1984–85 | Thunder Bay Twins                |
| 1985–86 | Corner Brook Royals              |
| 1986–87 | Brantford Motts Clamatos         |
| 1987–88 | Thunder Bay Twins                |
| 1988–89 | Thunder Bay Twins                |
| 1989–90 | Chomedey Laval Warriors          |
| 1990–91 | Charlottetown Islanders          |
| 1991–92 | Saint John Vito's                |
| 1992–93 | Whitehorse Huskies               |
| 1993–94 | Warroad Lakers                   |
| 1994–95 | Warroad Lakers                   |
| 1995–96 | Warroad Lakers                   |
| 1996–97 | Powell River Regals              |
| 1997–98 | Truro Bearcats                   |
| 1998–99 | Stony Plain Eagles               |
| 1999–00 | Powell River Regals              |
| 2000–01 | Lloydminster Border Kings        |
| 2001–02 | Garaga de Saint-Georges          |
| 2002–03 | Ile des Chenes North Stars       |
| 2003–04 | Garaga de Saint-Georges          |
| 2004–05 | Thunder Bay Bombers              |
| 2005–06 | Powell River Regals              |
| 2006–07 | Lloydminster Border Kings        |
| 2007–08 | Brantford Blast                  |
| 2008–09 | Bentley Generals                 |
| 2009–10 | Fort St. John Flyers             |
| 2010–11 | Clarenville Caribous             |
| 2011–12 | South East Prairie Thunder       |
| 2012–13 | Bentley Generals                 |
| 2013–14 | Dundas Real McCoys               |
| 2014–15 | South East Prairie Thunder       |
| 2015–16 | Bentley Generals                 |
| 2016–17 | Grand Falls-Windsor Cataracts    |
| 2016–17 | Grand Falls-Windsor Cataracts    |
| 2017–18 | Stoney Creek Generals            |
| 2018–19 | Lacombe Generals                 |